# The Argentine Association Football League de 1891
La Argentine Association Football League de 1891, fue la primera liga del fútbol argentino. Aunque la AFA no la reconoce como su antecesora y su duración fue efímera, su fundación fue muy importante para la historia del fútbol mundial, dado que organizó el primer certamen oficial de este deporte fuera de Europa, tras Gran Bretaña y Holanda.

## Fundación
El 7 de marzo de 1891, se suscribió el acta de fundación de la Argentine Association Football League dirigida por una comisión que integraban los señores F. L. Wooley (Presidente), Rovenscraf, Arcels, Mc Ewen, Hughes, Mc Intoch y Lamont.
Dicha asociación tenía tres objetivos:a) la disputa de un torneo regular por puntos; b) la formación de una entidad para entender en su organización; c) la preparación de un código de reglas”.

## Torneo
Bajo los auspicios de esta asociación, se organizó el primer campeonato de fútbol de la Argentina, con la participación de cinco entidades: Old Caledonians, Buenos Aires & Rosario Railway, Buenos Aires Football Club, Belgrano Football Club (no confundir con el club uruguayo) y Saint Andrews.
| Temp. | Campeones                                  | Tercero                            |
| ----- | ------------------------------------------ | ---------------------------------- |
| 1891  | Saint Andrew's (13) y Old Caledonians (13) | Buenos Aires & Rosario Railway (7) |